# Asteasu
Asteasu és un municipi de Guipúscoa (País Basc).

## Economia
Les següents empreses del municipi superen els 50 treballadors de plantilla segons el Catàleg Industrial Basc: 
- Bost Machine Tools Company: màquina-eina a mesura}.
- Gamesa Energy Transmission (Echesa): reductors i multiplicadors. Pertany al Grup Gamesa.
- Urbar Ingenieros: enginyeria especialitzada en vibracions.

## Eleccions municipals 2007
Tres partits van lluitar per l'ajuntament en les últimes eleccions municipals. Els Independents per Asteasu, PSE-EE i PP. Aquests van ser els resultats: 
- Independents per Asteasu (compost per PNB,EA i independents) : 353 vots (9 escons)
- Partit Socialista d'Euskadi - Euskadiko Ezkerra : 11 vots (0 escons)
- Partit Popular : 9 vots (0 escons)

Aquests resultats van fer que els clars vencedors de les eleccions fossin la candidatura independent, que va assolir tots els escons de l'ajuntament, ja que ni PSE-EE ni PP van arribar al mínim per a aconseguir un escó. També destacar que EAE-ANB no va poder presentar candidatura en aquest municipi per estar "contaminada" per antics membres de Batasuna. El vot nul va ascendir a 303 vots, solament superada per la candidatura independent, però sobrepassant en gairebé 300 vots a les candidatures de PSE-EE i PP. Vots nuls que EAE-ANV reclama com seus.

## Personatges cèlebres de la localitat
- Julen Lopetegi (1966): exporter de futbol internacional.
- Bernardo Atxaga (1951): escriptor en basc.
- Pello Errota (1840-1919): bertsolari.
- Juan Bautista Agirre (1742-1823): escriptor en basc.
- Julián Lizardi (1696-1735): missioner i màrtir jesuïta al Paraguai.